# Haarlemmerplein 23

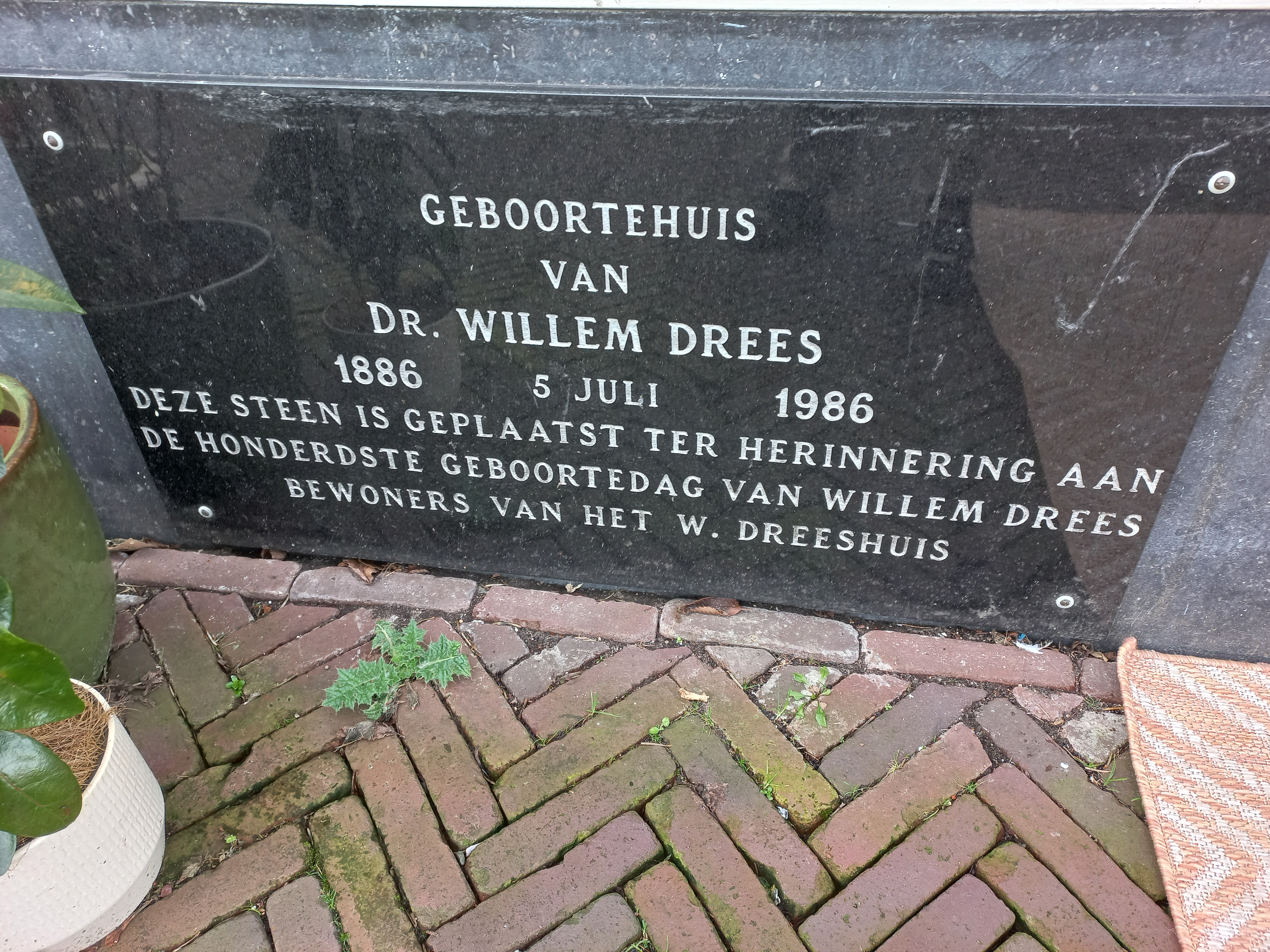
Gedenksteen (2024)

Haarlemmerplein 23 te Amsterdam is een gebouw aan het Haarlemmerplein in Amsterdam-Centrum.

## Gebouw
Dat plein is al enkele eeuwen oud. Van de oorspronkelijk bebouwing is (bijna) niets meer over; gebouwen maakten plaats voor nieuwbouw en soms ook voor nieuwbouw op nieuwbouw. Haarlemmerplein zou er staan sinds het tweede kwart van de 18e eeuw. De voorgevel is sindsdien een aantal malen gewijzigd.
Het monumentenregister meldt:
Uit tweede kwart der 18e eeuw daterend pand met drie verdiepingen onder zadeldak, voorzien van halsgevel en rijk gebeeldhouwde klauwstukken en kuifstuk in natuursteen; pui gewijzigd; op eerste en tweede verdieping vierruitsschuifvensters met brede middennaald; hijsluik en geprofileerde hijsbalk in top.
Het heeft het uiterlijk van een grachtenpand met een bedrijfsmatige begane grond, twee woonverdiepingen en achter de halsgevel een zadeldak waaronder een zolderetage. Het is afgewerkt met bewerkt hout (pui, zie onder) en steen (halsgevel). In 1920 was het meer herkenbaar als grachtenpand met een souterrain, een bel-etage, twee woonverdiepingen en zolder (achter nog blinde luiken).
Het gebouw is sinds 1982 een rijksmonument.

## Gedenksteen
Een bijzonderheid van dit pand is dat Willem Drees hier geboren is, dan wel zijn eerste dagen doorbracht. Daartoe is in 1986 (100-jaar na zijn geboorte) een gevelsteen geplaatst. Burgemeester Ed van Thijn kwam het op 3 juli 1986 onthullen, al was de gevelsteen toen nog boven een deur geplaatst; in het gebouw was toen een garage(achtig) bedrijf gevestigd. Deze deur is na 2011 verdwenen toen het gebouw een nieuwe winkelpui met houten versieringen kreeg, de steen werd verplaatst naar de plint (die ook nieuw is). Plaatsing van de gevelsteen was een initiatief van bewoners van het Willem Dreeshuis, zijnde het eerste verpleeghuis onder socialistisch bewind. Dat tehuis stond daar circa 5 kilometer vandaan, aan de Hugo de Vrieslaan nabij het Station Amsterdam Amstel; het werd in 2016 gesloten en het jaar daarop gesloopt.  Tijdens de onthulling was er een tegendemonstratie van mensen die Drees in verband brachten met de strijd bij de onafhankelijkheid van Nederlands-Indië richting Indonesië. Maar ook uit andere hoek kwam protest, men wilde nu ook een gedenksteen voor de in de politiecel omgekomen activist Hans Kok. 